# Tanger
Tanger (franskt namn; på arabiska طنچة, Tandja; svenskt uttal [taŋˈɧeːr], franskt uttal [tɑ̃ˈʒe]) är en stad i norra Marocko, vid Gibraltar sund. Staden är administrativ huvudort för prefekturen Tanger-Assilah som tillhör regionen Tanger-Tétouan-Al Hoceïma. Den är en av Marockos största städer och beräknades ha cirka 1,1 miljon invånare 2018. Tanger ligger som en stor amfiteater vid en bukt och sluttar ner mot hamnen. Den äldsta delen av staden, medinan, är omgiven av en stenmur. På en höjd väster om medinan ligger en befästning, en kasbah.

## Äldre historia
Tanger, antikens Tingis, anlades troligen som en fenicisk koloni på 1400-talet f.Kr. Den erövrades av romarna ca 100 f.Kr. och blev år 42 e.Kr. huvudstad i den romerska provinsen Mauretania Tingitana som motsvarade ungefär våra dagars Marocko. År 429 erövrades Tanger av vandalerna och 683 av araber. 
Under medeltiden var Tanger en viktig hamn- och handelsstad. När marockanska piratfartyg med bas i Tanger började att härja i området på 1300- och 1400-talen ingrep Portugal och intog staden 1471. Den förblev i portugisisk och spansk ägo fram till 1662 då den avträddes till England som del av den portugisiska prinsessan Katarina av Braganças hemgift när hon gifte sig med Englands kung Karl II. 
England misskötte staden grovt samtidigt som den var utsatt för handelsblockad från grannländerna Marocko och Spanien. Tanger blev en belastning för England som redan 1684 övergav staden efter att först ha sprängt sönder en pir som man under stor möda hade byggt och även förstört delar av staden. Den engelske ämbetsmannen och dagboksförfattaren Samuel Pepys deltog på plats i avvecklandet av den engelska närvaron. Berber från Rifbergen flyttade in när många utlänningar lämnade. Med tiden kom sultanen i Marocko att ta över styret. Han härskade från huvudstaden Fès via en pascha i Tanger. 
Tanger fortsatte att genom sitt strategiska läge vid Gibraltar sund att av vara stort intresse för europeiska makter såsom Storbritannien, Frankrike och Spanien. Befolkningen bestod på 1800-talet av araber, berber, judar och européer från många länder. Europeiska samt nord- och sydamerikanska stater förlade diplomatiska beskickningar till Tanger. Där både samarbetade de med och intrigerade mot varandra, samtidigt som diplomaterna kom att utgöra stadens överklass och få allt större inflytande över hur staden sköttes. 

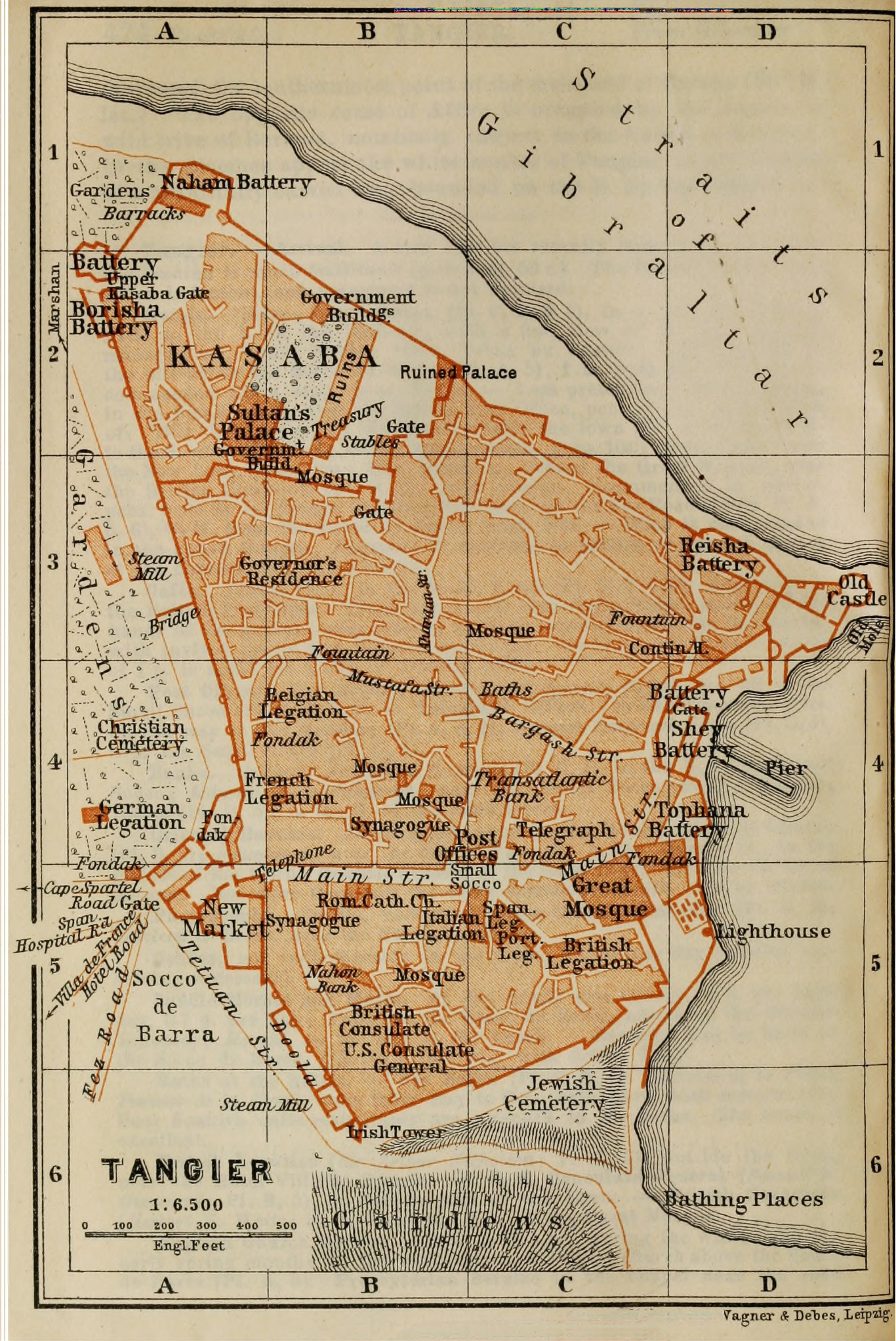
Karta över Tanger 1901.

Sultanen i Fès fick mot slutet av 1800-talet allt svårare att kontrollera Marocko och blev i stigande grad beroende av europeiska makter, främst Frankrike, Spanien och Storbritannien. Vid  Algerciraskonferensen i Spanien 1906 tvingades Marocko att acceptera att landet delades i två protektorat, ett stort under Frankrike och ett litet under Spanien, även om sultanen fortfarande var statsöverhuvud. Tangers status skulle avgöras vid ett senare tillfälle.

## Den internationella zonen 1925–1956

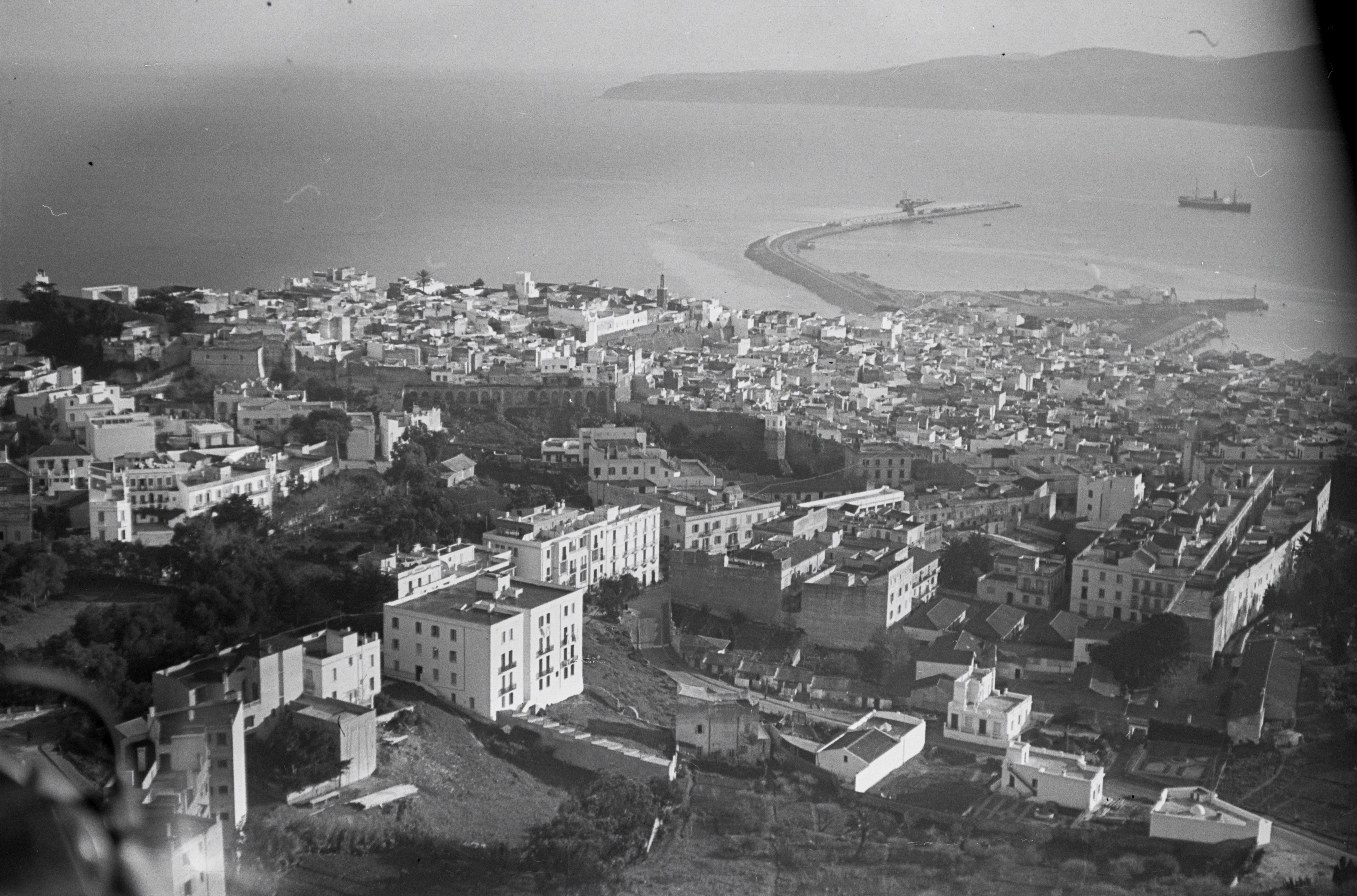
Vy över Tanger 1932.

Det dröjde till 1923 innan ett detaljerat fördrag om Tanger undertecknades av Marocko och ett antal andra stater, bland annat Sverige. Fördraget trädde i kraft 1925. Den internationella zonen, cirka 150 km2, hade tre officiella språk, franska, spanska och arabiska. Den var en del av Marocko men med egna villkor, bland annat slapp de utländska medborgarna att betala inkomstskatt. Området skulle demilitariseras och eventuella avtal mellan Marocko och andra stater måste godkännas av signatärmakterna, de stater som undertecknat fördraget, för att även gälla för Tanger. Staden styrdes dels av en lagstiftande församling, dels av en kontrollkommitté som bestod av företrädare för åtta europeiska länder. Kommittén hade vetorätt mot lagar som man ansåg stred mot fördraget.
Under andra världskriget var Tanger ockuperat av Spanien med motiveringen att man ville förhindra Italien att inta staden. Efter kriget återgick förhållandena till det gamla i Tanger men i Marocko påbörjades en strävan efter full självständighet. USA:s president Roosevelt hade i Casablanca-mötet 1943 lovat att verka i den riktningen. Självständighetsrörelsen fick ett centrum i Tanger, där man drog nytta av ocensurerad postgång och varifrån man även kunde smuggla vapen till det franska protektoratet. Oroligheter utbröt 1952. Protektoraten avvecklades 1956 och Tanger integrerades med Marocko även om det dröjde till 1961 innan de särskilda ekonomiska villkoren helt avskaffades.

## Efter 1956
När den internationella zonen upphörde började en lång nedgångsperiod. Kapitalet flydde, inga satsningar gjordes, turismen minskade liksom antalet bofasta utlänningar. Den lyxturism som varit viktig för ekonomin ersattes av budgetresenärer som inte spenderade några större summor. 1999 vände utvecklingen tack vare nya stora satsningar, främst den nya hamnen nordost om staden, Tanger Med, med stora industrianläggningar. 2018 invigdes första etappen av Afrikas första höghastighetsjärnväg, franskbyggda LGV, mellan Tanger och Kénitra. Banan skall fortsätta mot Rabat och Casablanca.

## Ekonomi

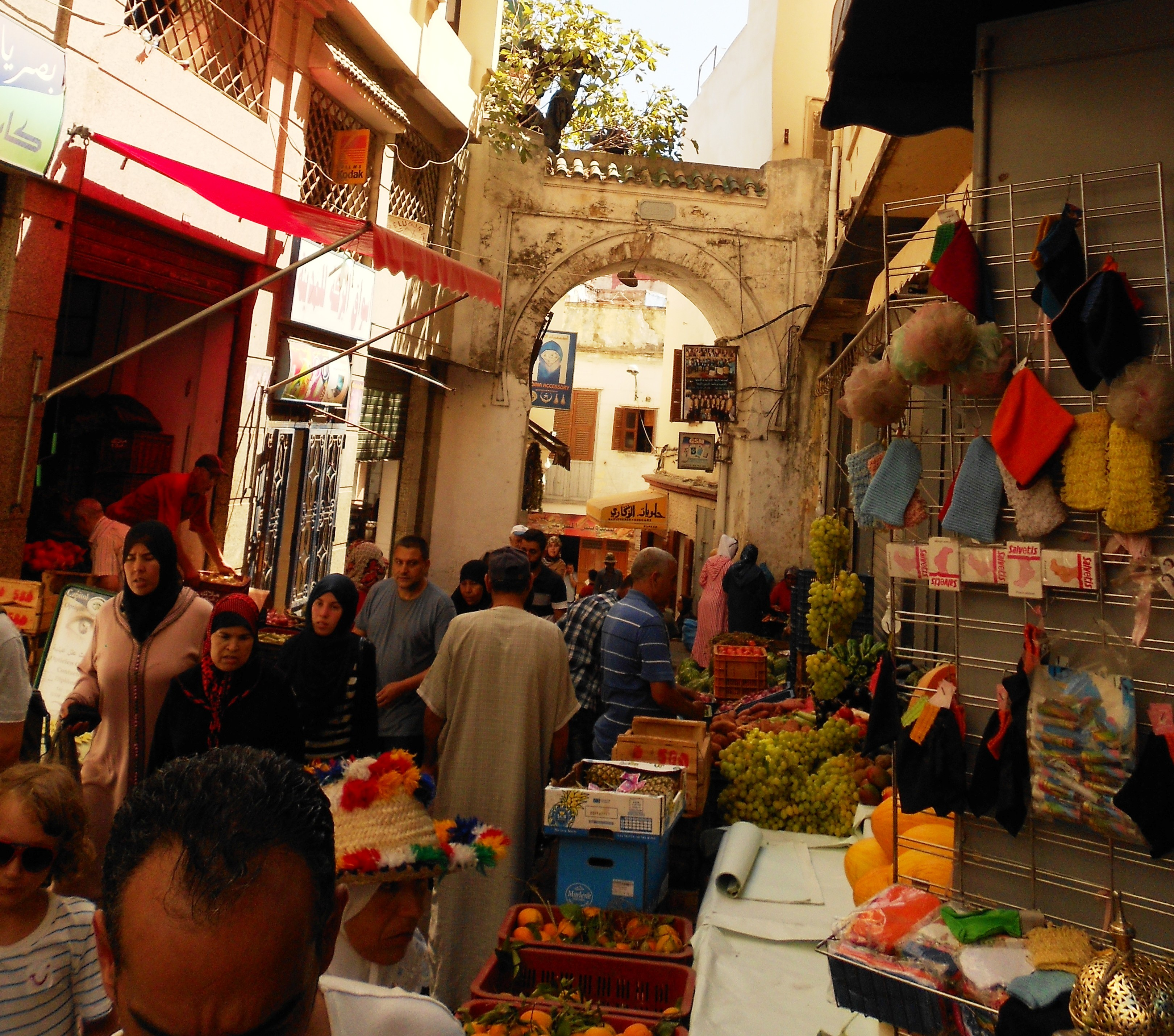
Medinan i Tanger.

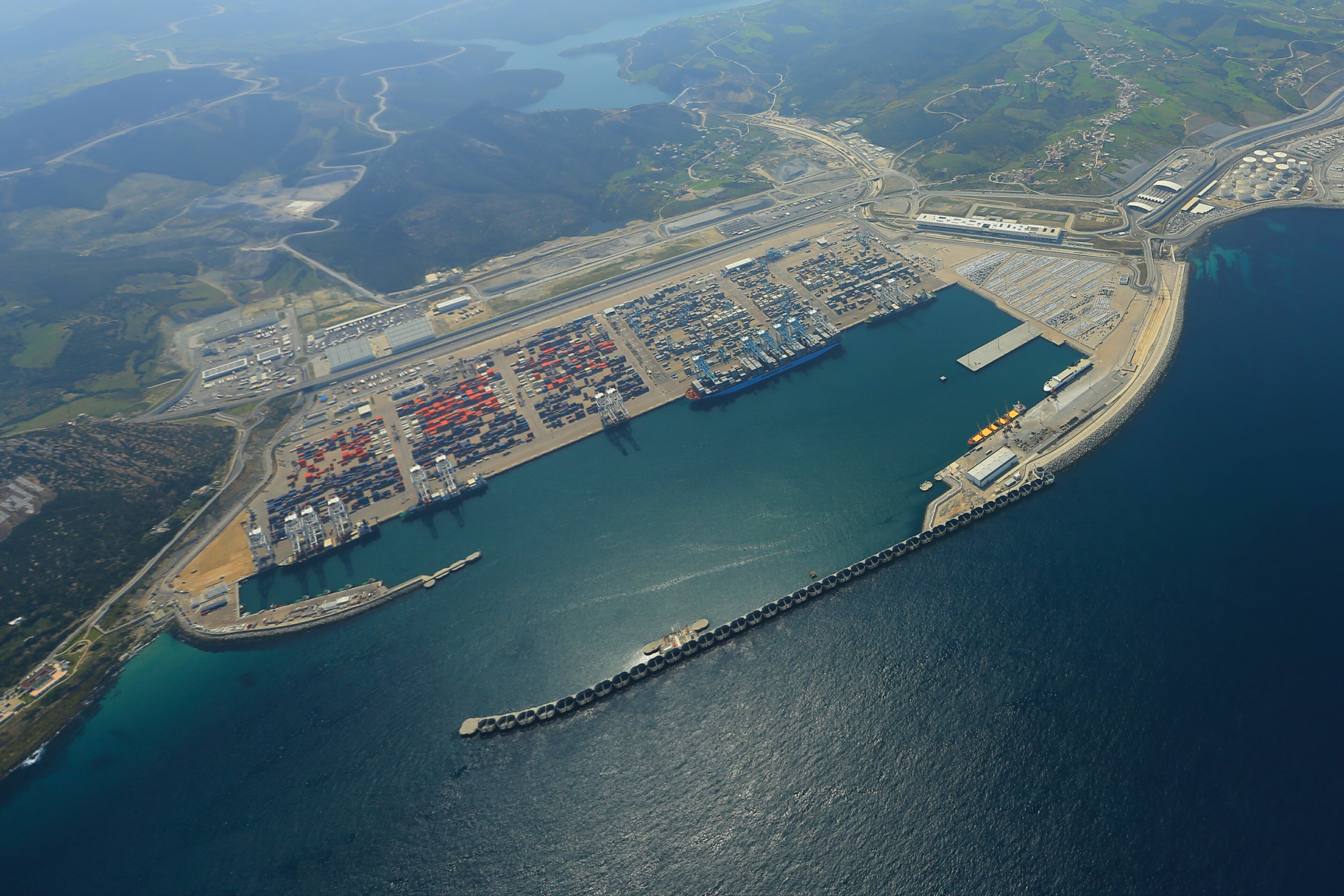
Hamnen Tanger Med.

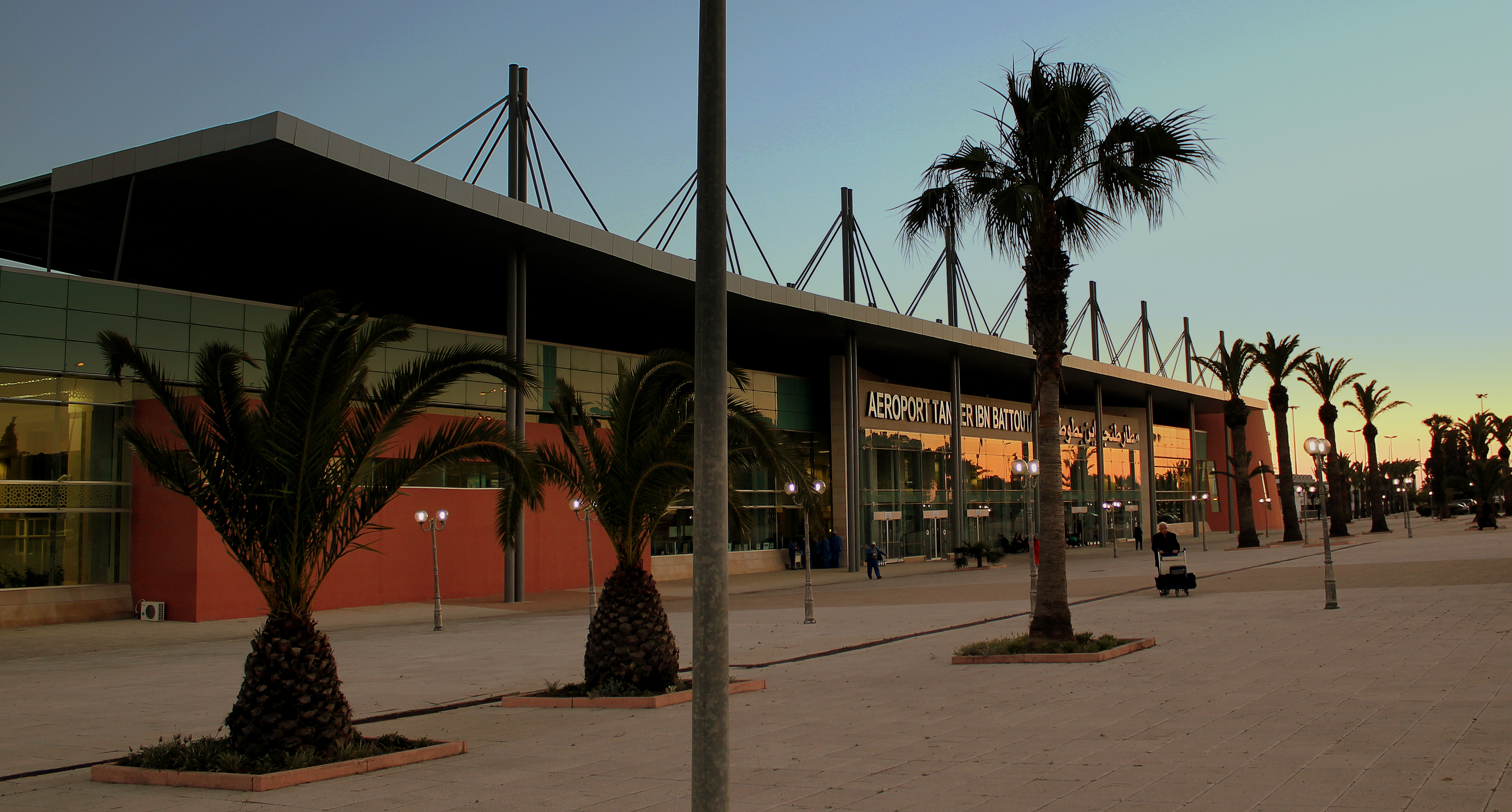
Tangers flygplats Ibn Battuta.

Tanger var traditionellt en handelsstad men har numera också blivit Marockos näst viktigaste industricentrum efter Casablanca. Industrisektorerna är diversifierade: textil-, kemisk, metall- och marin industri. Turismen är också en viktig inkomstkälla. Marocko har sedan år 2000 ett frihandelsavtal med EU och Tanger har med den nya hamnen, Tanger Med, blivit en allvarlig konkurrent till Gibraltar och spanska Algeciras på andra sidan Gibraltar sund. Hamnen är redan Afrikas största men håller på[när?] att kompletteras av ytterligare en hamn, Tanger Med 2. Hamnarna har möjliggjort stora industrisatsningar i området. För närvarande har staden fyra industriparker, varav två har status som fri ekonomisk zon. Renault-Nissan har sedan 2012 en anläggning som producerar 200 000 Dacia-bilar om året. Nu är det mer än 400 000 bilar som produceras om året.

## Demografi
Tanger var länge en tämligen liten stad. 1890 fanns ca 20 000 invånare, varav 400 européer. 1930 hade invånarantalet stigit till cirka 50 000 varav 30 000 marockaner (araber och berber), 8 000 judar och 12 000 utlänningar, främst européer. Därefter skedde en kraftig inflyttning och 1952 hade invånartalet ökat till 170 000, varav drygt 100 000 marockaner. Vid sekelskiftet 2000 uppgick folkmängden till strax under 600 000 och 2018 beräknades staden ha 1 115 544 invånare. Den snabba tillväxten har skapat stora förortsdistrikt, som hjälper ekonomi och driver företagsväxt vidare. 

### Judisk befolkning
Det kan ha funnits judisk befolkning i Tanger redan under antiken. Säkert är att när judarna i Spanien tvingades att lämna landet i slutet av 1400-talet tog många sin tillflykt till Tanger. Deras antal i staden har därefter varierat stort genom seklerna som följd av förföljelse i Europa eller Marocko. När Tanger återgick till Marocko 1956 fanns där mer än 15 000 judar och dessa utgjorde alltså en stor del av befolkningen. Därefter minskade antalet successivt genom utflyttning till Europa, USA och Kanada. 1970 fanns bara några hundra judar kvar i Tanger.

## Det internationella Tanger
Den utländska närvaron i Tanger blev allt mer påtaglig i slutet av 1800-talet. Diplomater från många länder stationerades i staden. Marocko var ett av de sista länderna i Afrika som de europeiska kolonialmakterna försökte inlemma i sina intressesfärer. Även många affärsmän sökte sig till staden. En ny stadsdel, Ville Nouvelle, med välordnade gator och hus av hög standard växte fram med början 1910 för de välbärgade utlänningarna. 
När avtalet om den internationella zonen undertecknades 1923 bekräftade det en ordning som i praktiken redan fanns, med en styrande utländsk elit och en betydligt fattigare inhemsk befolkning. De två grupperna levde sida vid sida men utan närmare kontakt med varandra. På 1920-talet tog turismen till Tanger fart. De flesta kom från Storbritannien men också från många andra länder. Det blev vanligt bland europeiska författare, konstnärer och andra intellektuella att besöka staden. Tanger blev känd som en stad för lyxliv, en stad för smuggling och en stad där man kunde gömma sitt kapital från beskattning. Atmosfären var tillåtande, med droger och öppen homosexualitet. 
- Författaren Gertrude Stein besökte Tanger flera gånger redan på 1920-talet.
- Paul Bowles (1910–1999), amerikansk författare och tonsättare, besökte på Gertrude Steins rekommendation Tanger 1931 i sällskap med kompositören Aaron Copland. Han och hans hustru Jane bosatte sig i staden efter andra världskriget och kom att bo kvar där resten av livet. Hans genombrottsroman, The Sheltering Sky, gavs ut 1949 och utspelas i Saharas öken. Nästa roman, Let It Come Down (1952), har handlingen förlagd till Tanger. Bowles översatte och introducerade även berättare från Tanger till engelska, liksom han reste runt i Marocko och dokumenterade folkmusik.
- Beatförfattaren William Burroughs bodde i Tanger 1954–1964 med olika avbrott, bland annat för drogavvänjning i London. Det var i Tanger som han skrev sin mest kända roman, The Naked Lunch. Även hans beatkolleger Allen Ginsberg och Jack Kerouac vistades en del i staden. Andra kända författare i Tanger den här tiden var amerikanerna Truman Capote och Tennessee Williams, fransmannen Jean Genet, irländaren Samuel Beckett och engelsmännen Alan Sillitoe och Joe Orton.
- Barbara Hutton, arvtagerska till F.W. Woolworth som hade grundat varuhuskedjan Woolworth's, hade ett palats i Tangers gamla stadsdel. Hennes storslagna fester där för societeten i Tanger blev omtalade.
- Andra prominenta besökare har varit Cecil Beaton – en gång med Greta Garbo, Errol Flynn, Anita Ekberg, Francis Bacon, Aristoteles Onassis med Maria Callas, Winston Churchill, Ian Fleming, Henry Kissinger, Donald Trump, Julio Iglesias, Greklands ex-kung Konstantin och många andra.

Ryktet om det mondäna och/eller depraverade livet i Tanger levde länge vidare men turisterna blev färre. På 1960-talet sökte hippies sig dit men då var stadens storhetstid förbi, fast ännu på 2000-talet är exempelvis William Burroughs stamställen turistmål.

## Kuriosa
- Enligt en myt besegrade Herkules jätten Antaios och fick barn med dennes änka Tingé. Detta barn, en son som hette Sophax, grundade sedan en stad som han gav namnet Tinge, alltså Tanger, efter sin mor.[9] Väster om Tanger finns turistattraktionen Herkules grottor där Herkules sägs ha vilat.[2]
- Geografen och resenären Ibn Battuta föddes i Tanger 1304. Tangers flygplats är uppkallad efter honom.
- Den franske konstnären Henri Matisse besökte Tanger 1912 och 1913 och tog starka intryck av staden.[2]
- Tanger har pekats ut som en inspirationskälla för filmen Casablanca (1942) och flera av barerna där har föreslagits som förebild för filmens Rick's Café Américain.[6][10]
- Författaren Tahar Ben Jelloun bodde under sin uppväxt i Tanger.
- 1955–1959 sände den svenska pingströrelsens IBRA Radio på åtta olika språk från Tanger.[11]